# In iure cessio
Die in iure cessio (lat. für „gerichtliche Abtretung“) bezeichnet ein Verfügungsgeschäft zur Begründung oder Aufhebung eines Herrschaftsrechts über eine Person oder Sache. Gekennzeichnet ist sie damit als Art des derivativen Erwerbs. Sie fand in Form eines Scheinprozesses statt, der Übertragungsrituale zu beachten hatte.
Im römischen Recht war die in iure cessio eine von drei möglichen Formen der Eigentumsübertragung von Sachen (einschließlich Sklaven). Neben ihr standen zum einen die streng ritualisierte mancipatio, welche die Übertragung von Sachen einer definierten Klasse, sogenannter res mancipi, zum Gegenstand hatte (Sklaven, Zugtiere, Feldservitute oder bestimmte Grundstücke). Außerdem gab es die traditio ex iusta causa, die durch formlose Übergabe vollzogen wurde. Im Gegensatz zur in iure cessio forderte sie einen Verpflichtungsgrund (causa), was sie andererseits flexibel einsetzbar machte. Verwendet wurde sie zur Herausgabe von Sachen die außerhalb der privilegierten Güter lagen, die sogenannten res nec mancipi.
Bedeutung hatte der nachgeformte privatrechtliche Aktstypus der in iure cessio im ius civile, im Recht der freien römischen Bürger, seine Herkunft wird sogar dem Zwölftafelgesetz unmittelbar zugeschrieben. In den Digesten finden sich nur noch überlieferte Reste des Rechtsgeschäfts, weil es in der fortgeschrittenen Spätantike durch moderne Rechtsströmungen bereits überwunden war.
In iure cessio leitet sich aus in iure her. In iure bezeichnete im Rahmen des spätrepublikanischen und kaiserzeitlichen Formularprozesses den ersten Verfahrensabschnitt eines Prozesses vor dem Gerichtsmagistraten. Das war anfänglich noch der Konsul, später und vornehmlich der Prätor, soweit nicht ausnahmsweise beispielsweise der Ädil zuständig war, was für Marktprozesse gelten konnte. Als Sachen wurden auch Sklaven behandelt. Die Übereignung eines Sklaven verlief so, dass der Erwerber den Sklaven ergriff und eine Formel zur Übergabe (vindicatio) sprach, mit der der Kläger den Eigentumsstreit, die legis actio sacramento in rem eröffnete:

“Hunc ego hominem ex iure Quiritium meum esse aio[…]”

„Ich behaupte, dass dieser Mensch nach quiritischem Recht mir gehört[…]“

 Dieser Klagetyp war bereits in der frühen Zeit der Republik verbreitet und zählte dort zu den wichtigsten Legisaktionen. 
Da es sich um einen Scheinprozess als Übereignungsritual handelte, beteuerte der Beklagte im anschließenden zweiten Prozessverfahrensabschnitt vor dem Einzelrichter oder der Richterbank (apud iudicem) die Formel durch Wiederholung des Wortlauts, sodass die rechtsgeschäftliche Übertragung vollendet werden konnte. Der Veräußerer unterließ verabredungsgemäß die Gegenvindikation und überließ dem Erwerber damit seinen Rechtsanspruch. Der Prätor sprach die Sache dann im Wege der addictio dem Erwerber zu.
Weitere Anwendungsfelder fand der Aktionstyp im sachenrechtlichen Bereich der Bestellung bzw. Aufhebung von Dienstbarkeiten (Servituten), im Nießbrauchs- und Vormundschaftsrecht (tutela) und bei der Abtretung von Erbschaften.